# Chiens de paille (groupe)
Pour les articles homonymes, voir Les Chiens de paille.
Chiens de paille, ou parfois typographié Chiens 2 paille, est un groupe de hip-hop français, originaire de Cannes dans les Alpes-Maritimes. Le groupe est composé du rappeur Sako (Rodolphe Gagetta), et du producteur Hal (Sébastien Alfonsi). Le groupe tire son nom du film Les Chiens de paille réalisé en 1972 par Sam Peckinpah. Leur musique est qualifiée par la presse spécialisée de « rap sombre ». Chiens de paille se séparent en 2010.

## Biographie
Sako et Hal se lancent initialement dans le graffiti en 1989,. Les deux membres sont nés à Cannes, dans les Alpes-Maritimes ; Sako a des origines italiennes, et Hal, des origines corses et béninoises. Le nom de scène de Hal s'inspire de l'ordinateur du même nom dans le film 2001, l'Odyssée de l'espace.
Le groupe Chiens de paille est formé en 1992, et découvert par le grand public en 1998 sur la bande originale du film Taxi, qui compte plus de 600 000 exemplaires vendus,. Leur titre Maudits soient les yeux fermés ouvre l'album, produit entièrement par Akhenaton du groupe IAM. Ce dernier signe le groupe sur le label 361 Records, et en lui confiant, en 2000, le titre éponyme de la bande originale de son premier film en tant que réalisateur, Comme un aimant. Après la publication de leur chanson Maudits soient les yeux fermés, le groupe est contacté par Cut Killer qui les fait participer à sa mixtape Opération Freestyle. Le groupe publie un single intitulé Comme un aimant, ainsi qu'une mixtape intitulée 1001 fantômes, avant la publication de l'album homonyme. En 1999, Sako pose sur le morceau C'est notre Hip-Hop sur l'album L'Palais de justice de Freeman, un titre regroupant de nombreux artistes hip-hop du sud de la France, à savoir K-Rhyme le Roi, Def Bond, Sista Micky, Faf Larage, Akhenaton et Shurik'n.
Le premier album du groupe, Mille et un fantômes, est publié en octobre 2001. Il se compose de 14 titres conçus avec leurs collègues de 361 Records (Akhenaton, Coloquinte et Mic Forcing). Il compte au total 15 000 exemplaires vendus. Il permet au groupe d'être invité sur des mixtapes et des albums, notamment ceux de Samm (Coloquinte) ou de Rival, ou encore sur les compilations Néochrome et Sur un air positif. 
En 2004, le groupe sort son second et dernier album intitulé Sincèrement, et en 2005, sort le street album Tribute, mixé par DJ Khéops (IAM). Il contient de nombreux featuring tels que les membres du groupe IAM, Psy4 De La Rime, Oxmo Puccino et Faf Larage. En 2008 sort Tribute II, street album mixé par Cut Killer. Le groupe se dissout en 2010.
En 2015, Sako décide de convier Akhenaton, Lino, Soprano, MilliOnAir, Youssoupha, Tunisiano et Veust Lyricist pour la version 2015 de leur chanson Maudits soient les yeux fermés.

## Discographie

### Albums studio
- 2001 : Mille et un fantômes
- 2004 : Sincèrement

### Street-albums
- 2005 : Tribute
- 2008 : Tribute II

### Apparitions
- 1998 : Éclipse, Freeman, Boss One, K-Rhyme Le Roi et Sako (sur Cut Killer Show Présente Opération Freestyle)
- 1998 : Maudits soient les yeux fermés, Chiens de paille (Sako), Taxi
- 1999 : 16'30 contre la censure, Fonky Family, Vestat (Basic), Sinistre (Malediction Du Nord), Eben (2 Neg'), Abou (Microrganism), KDD, Akhenaton, Chien de paille, Yazid, Mystik, Prodige Namor, Endo (Basic), Niro (2 Neg'), Menelik, L'ame Du Razwar, Insomniak, Driver, Soldafada, (sur le maxi 16'30 contre la censure)
- 1999 : Je dis ce que je vis... (feat. Sako) (sur De la rue à la scène de Rival)
- 1999 : Freestyle (Feat. Coloquinte), Chiens de paille (sur la compilation Neochrome vol.2)
- 1999 : C'est notre hip-hop (Feat. K-Rhyme Le Roi, Akhenaton, Sako, Def Bond, Faf Larage, Shurik'n, Sista Micky), Freeman, L'palais De Justice
- 1999 : Talking Therapy (sur la mixtape La Cosca et Les Turntable Dragun'z)
- 1999 : Libre Style, part.1, Coloquinte, Sako, Samaï, Akhenaton et Vincenzo, (sur la mixtape La Cosca et Les Turntable Dragun'z)
- 2000 : Discussion close, Napalm (Chiens de paille, Coloquinte, Mic Forcing), Les Rivières Pourpres
- 2000 : Rivières pourpres, Napalm (Coloquinte, Mic Forcing), Les Rivières Pourpres
- 2000 : Pour de meilleurs lendemains, Soprano & Sako, Sad Hill Impact
- 2000 : Comme un aimant, Chiens de paille (Sako), Comme Un Aimant
- 2000 : How It Is, Bruizza, Electro Cypher
- 2000 : Freestyle, Coloquinte, Chiens de paille & Akhenaton, Extralarge
- 2001 : Faux coupables, Chiens de paille, Hip Hop Underground #03 (magazine 'Tracklist')
- 2001 : Le Chant des sirènes, Chiens de paille, Sur Un Air Positif
- 2001 : Mes soleils et mes lunes (Feat. Sako), Akhenaton,  Sol Invictus
- 2001 : Akh (version K) (Hal Remix), Akhenaton, Maxi Akh (Version K)
- 2002 : Une journée chez le diable, Akhenaton, Black Album
- 2002 : À vouloir toucher Dieu, Akhenaton, Black Album
- 2002 : Mes soleils et mes lunes (acoustique) (Feat. Sako), Akhenaton, Black Album
- 2002 : Course de fond, Dynamike & Sako, Dis L'heure 2 Rimes
- 2003 : Ehre et Stärke (feat. Sako), Azad, Faust Des Nordwestens
- 2003 : Freestyle (Shell, Masar, Sako), DJ Nocif & DJ Serom, T-Roro Mixtape
- 2003 : Freestyle, Sako, M.A.S.A.R présente Freestyle radio vol.1
- 2003 : Rap Fanatic (Feat. Coloquinte), Samm, Droit, Humble Et Fort
- 2003 : Cartes sur table (Feat. Akhenaton), Samm, Droit, Humble Et Fort
- 2003 : Nos perles (Feat. Chiens de paille), Samm, Droit, Humble Et Fort
- 2003 : Un instant de vie (Feat. Le A), Samm, Droit, Humble Et Fort
- 2004 : Simple (Remix IV My People), Sako, Streetly Street vol.3
- 2004 : Sincèrement Remix (Feat. Masar), Chiens de paille, Le Putsh vol.2
- 2004 : Fatigué qu'on me juge, Chiens de paille, Dj Goldfingers : Session Freestyle (mixtape)
- 2005 : Untitled, Chiens de paille, 50 MC's vol.2
- 2005 : Sous pression, part.2 (Feat. Chiens de paille), Bakar, Bakar Pour Les Quartiers
- 2005 : C'est ton jour, Sako & Bakar, Résurrection (Hématom Concept)
- 2005 : El camino recto (Feat. Freeman & Chiens de paille), Falsalarma, Alquimia
- 2005 : Fragile, Chiens de paille, Opinion Sur Rue 2
- 2005 : Toujours la même (Feat. Chiens de paille), Les Sales Gosses, 12 Ans D'âge
- 2005 : Leurs temps de cuisson (Feat. Sako), Akhenaton, Double Chill Burger
- 2005 : Combien de temps (Feat. Masar), Chiens de paille, 06 All Starz
- 2006 : Produit de l'environnement (Feat. Kako), Akhenaton & Sako, Dis L'heure De Hip Hop/Rock
- 2006 : Juste la rage, Sako & Veust, Dj Djel & Dj Kimfu : Sale Sud
- 2006 : Le Pessimiste (Feat. Sako), Grems, Airmax
- 2006 : Je comprends pas (Interlude), Chiens de paille, Block Life 4 (mixé par Dj Mej)
- 2006 : Interlude, Chiens de paille, What's The Flavor : The Black Mixtape
- 2006 : Déjà les barbelés (feat. sako), akhenaton, soldats de fortune
- 2006 : Mots blessés, Akhenaton, Soldats De Fortune
- 2006 : Bien paraître (Feat. Sako), Akhenaton, Soldats De Fortune
- 2006 : Do It, Do It, Do It (Feat. Sako), Akhenaton, Soldats De Fortune
- 2006 : Y'a rien de personnel, Akhenaton, Cut Killer & Dj Whoo Kid Evolution (mixtape)
- 2006 : Terroristes du mot, Oxmo Puccino, Sako, Brasco & El Matador, Brasco & El Matador - Bombattak Mc's
- 2006 : Tant que Dieu... (Feat. Akhenaton & Sako), Soprano, La Cosca Team vol.2
- 2006 : O.2.H.3, Chiens de paille, La Cosca Team vol.2
- 2006 : La Ronde (Feat. Sako), La Cosca Team, La Cosca Team vol.2
- 2006 : Bucktown to Mars, Sako, Buckshot, Alonzo et Smif & Wessun, MXX Street Selection
- 2007 : Y'a pas d'arrangement (Feat. Sako), Freeman, Opinion Sur Rue vol.3
- 2007 : Pour la cause (Feat. Chiens de paille), Akhenaton, Opinion Sur Rue vol.3
- 2007 : Y'a rien de personnel, IAM, Saison 5
- 2007 : Si tu savais, Chiens de paille, Official Mixtape IAM
- 2007 : Les Cartons, Julie Zenatti, La Boîte De Pandore, (Sako, Franck Rougier, Julie Zenatti, Emmanuel Rodier)
- 2007 : J'ai croisé le diable, Julie Zenatti, La Boîte De Pandore (Sako, Fabien Galland, Julie Zenatti, Emmanuel Rodier)
- 2007 : Fais-moi confiance (Feat. Sako), Julie Zenatti, La Boîte De Pandore (Sako, Julie Zenatti, Emmanuel Rodier)
- 2007 : La Vie d'artiste (Feat. Sako), Hasta Siempre, Paid In Soul
- 2007 : L'Instant présent (Sako & Veust), Dr Mahbool Injection
- 2007 : Guantanamo, Sako, Dr Mahbool Injection
- 2007 : T'étais où, Yak, Saïd, Sako, Chroniques De Mars vol.2
- 2007 : Le Parloir (feat. Tchoune), MC Arabica, L'égalité Dans La Différence
- 2008 : J'la ferme (feat. Sako), Deklin, Mixtape What's Up ?, Volume 3
- 2008 : Pas 2 comme moi (feat. Millionnaire), Chiens de paille, La Fnac En Mode Rap Français vol.1
- 2008 : J'aimerais comprendre (Feat. Sako), Drikinho, in Best Of Mc Bilingue
- 2008 : États d'homme (feat. Sako), Sims, États D'homme
- 2008 : Ok!!! pas de frontières (feat. Sans Pression), Chiens de paille, Fight Klub Presents Play Time'
- 2009 : J'aurais (feat. Tchad Unpoe, Sako & Jule)
- Dans les yeux des hommes (feat. Sako)
- 2010 : Waow, Waow (feat. Sako & Greis)
- 2011 : Hôtel Bilderberg (Ahmad & Sako)
- 2012 : Nouvel Automne (feat. Akhenaton, Sako & Rachel Claudio)